# Cirroestrat
El cirroestrat (del llatí, cirrostratus) és un tipus de núvol compost, principalment, de cristalls de gel i es presenta sovint amb l'aspecte anomenat com a fenomen òptic d'halo. Solen presentar-se com una espècie de vels blanquinosos fibrosos, de vegades cobrint tot el cel i d'altres només en part. Són núvols molt alts: de 6 a 12 km d'alçada. Els cirroestrats es comparen amb altres núvols de tipus estratus que es formen a altituds més baixes: els altostratus, els nimbostratus, i els estratus més baixos. Els cirroestrats anuncien pluges que solen aparèixer al voltant de 12 hores després de la seva presència.
Tipus de núvols alts que formen un vel blanquinós, força transparent i homogeni i que no difumina els contorns dels discos solar ni lunar. S'associen als halos de l'entorn de la lluna o el sol. Sovint aquests núvols són tan transparents que sabem de la seva presència només per l'halo. Cal remarcar que el vel és gairebé sempre homogeni, però, de vegades, pot haver-hi clarianes en el seu si. Les vores, en canvi, apareixen sovint esquinçades. En créixer el seu gruix, van canviant de color, que passa del blanc lletós al gris perla. Estan constituïts per cristalls de glaç com la resta de núvols alts. Quan el sol és prou alt, encara que tinguin un gruix considerable, no formen ombra pròpia.
Aquests núvols formen sempre un vel que ocupa una important extensió del cel. Si no s'observen quan arriben a un indret, és molt difícil que ocupin tan sols una o dues octes de cel. Davant seu, és habitual trobar cirrus isolats o alguns cúmuls o altocúmuls petits i escampats irregularment. Si la formació es va espessint i la base disminueix d'altura, pot ser indici de l'arribada d'un front càlid, i, per tant, de precipitacions. Aquests núvols no produeixen precipitacions.

## Galeria

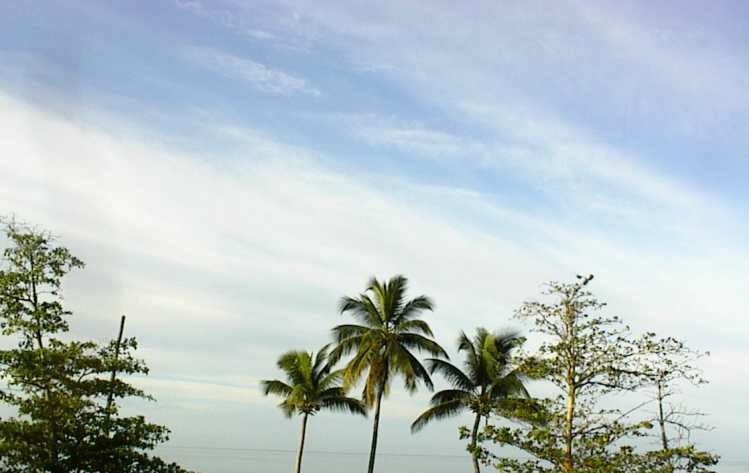
Cirrostratus
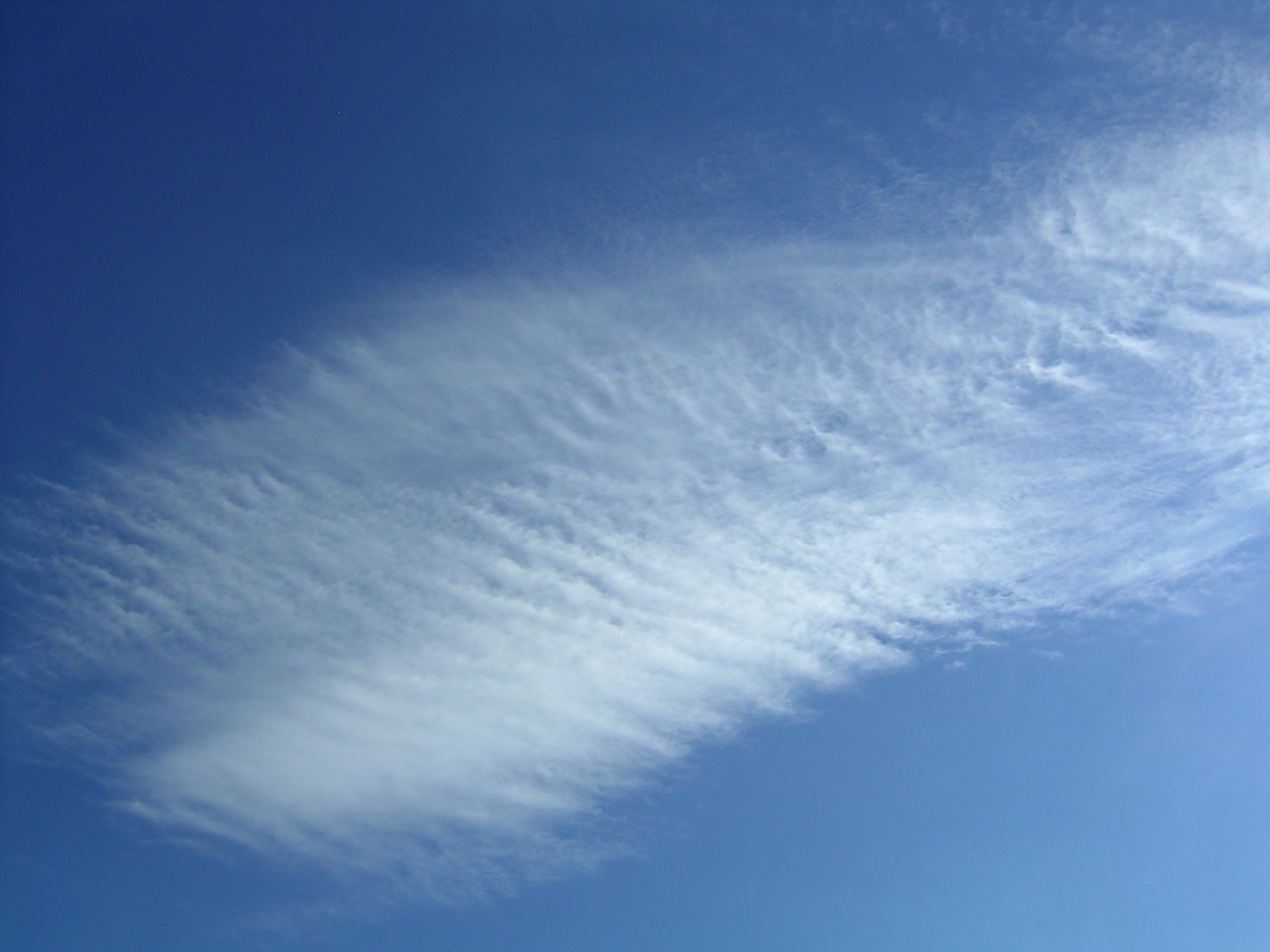
Cirrostratus undulatus
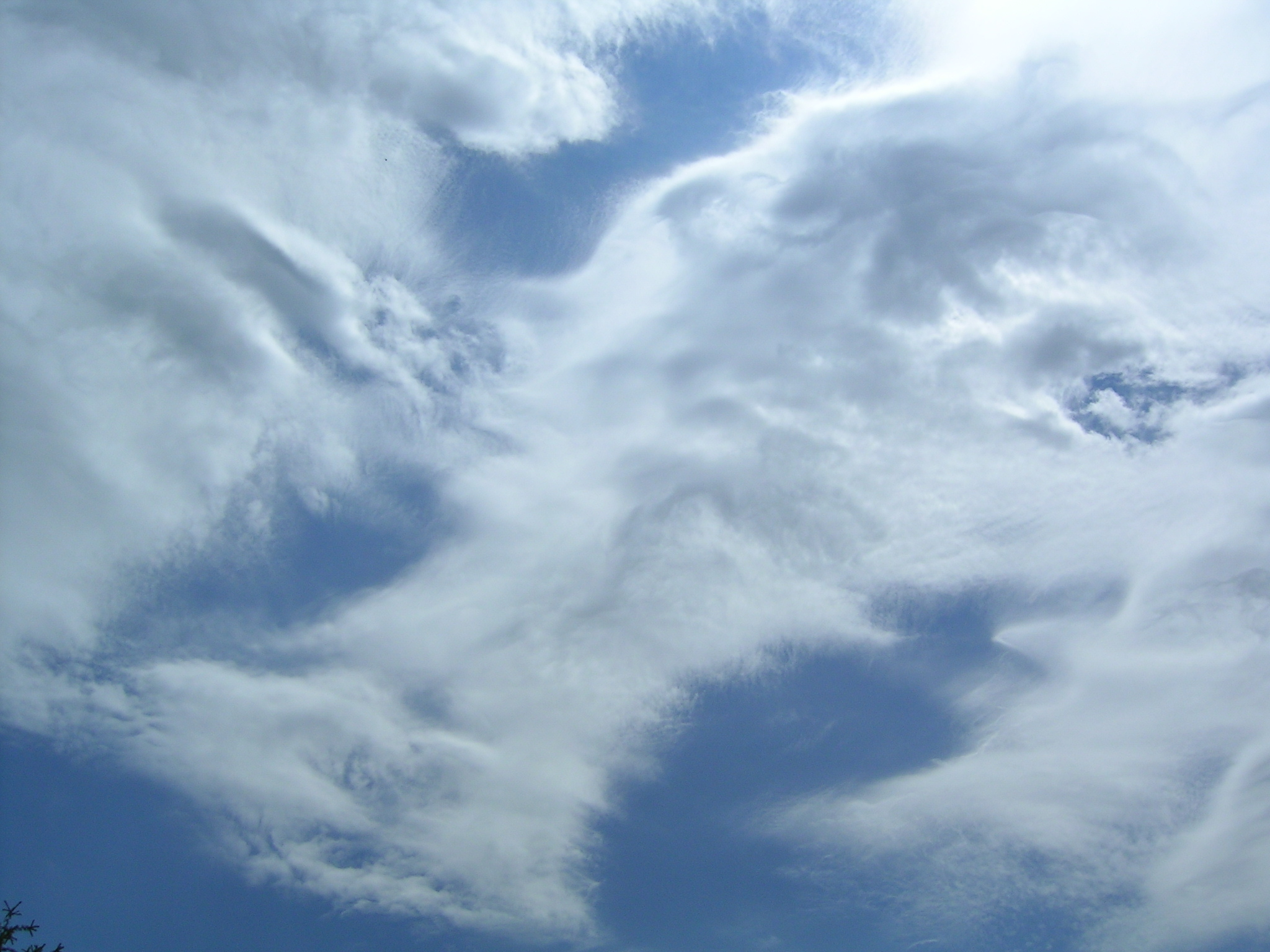
Cirrostratus curious
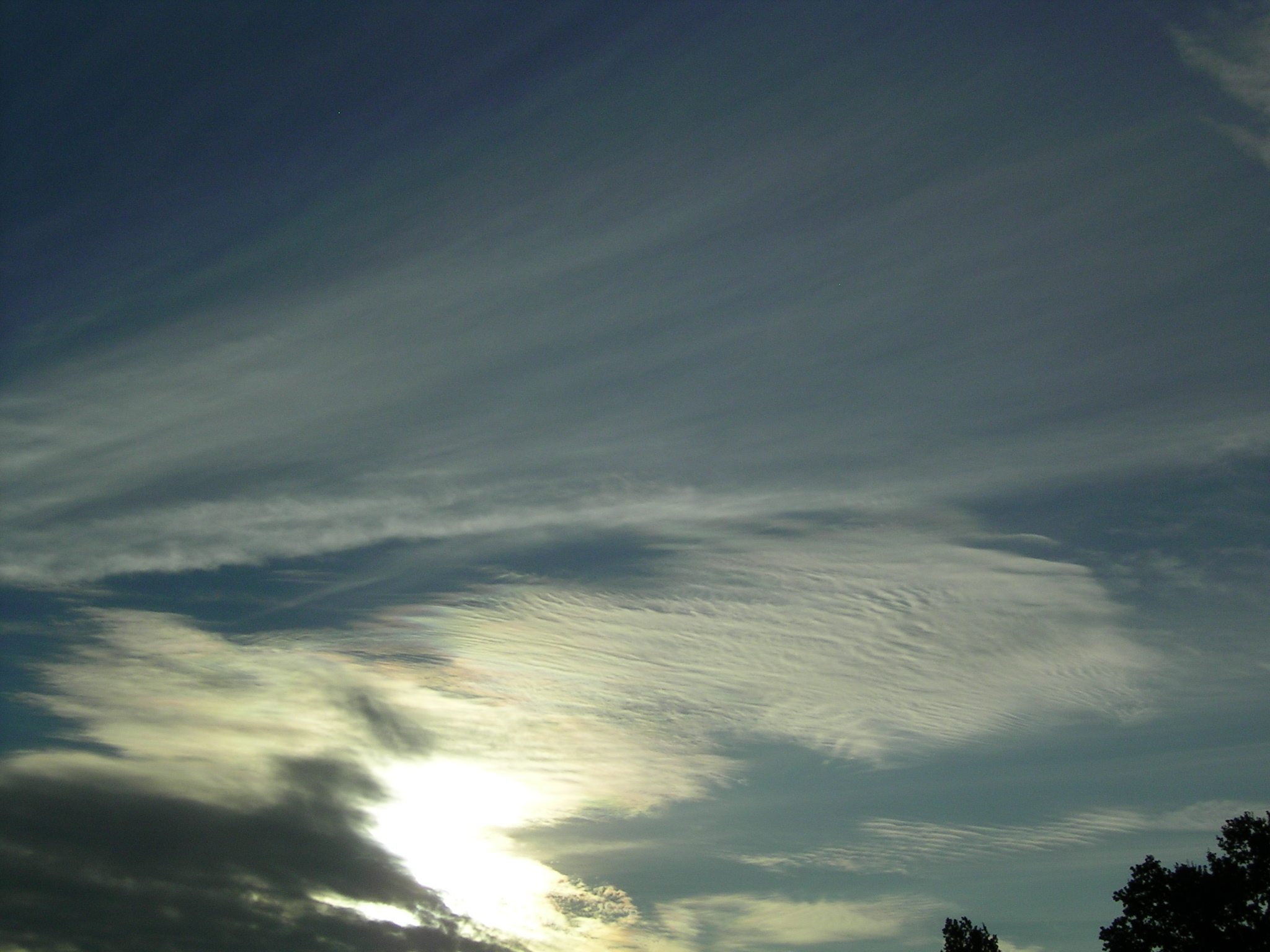
Cirrostratus llargs amb Cirrus undulatus
Cirrostratus amb halo
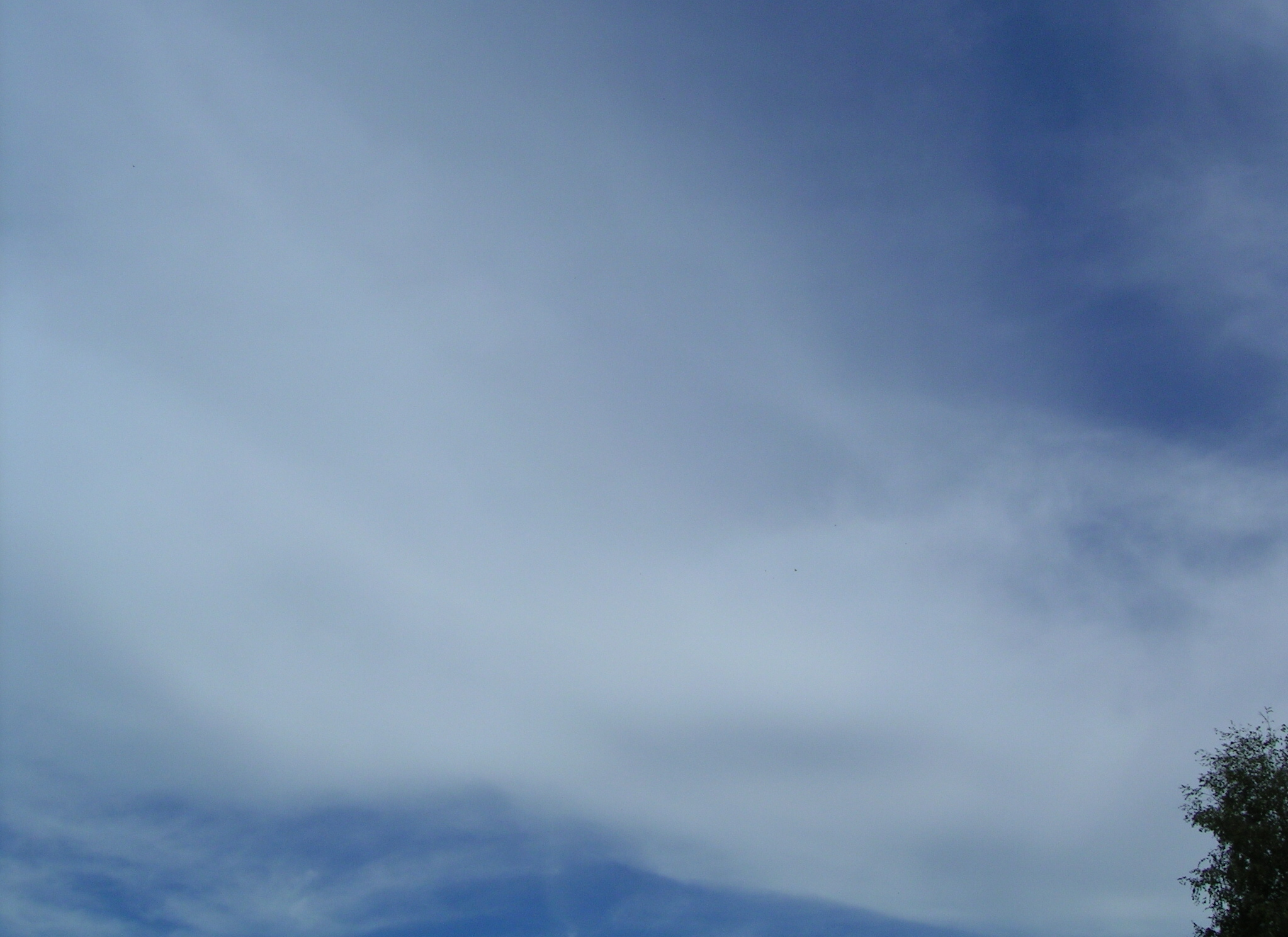
Cirrostratus startiformis
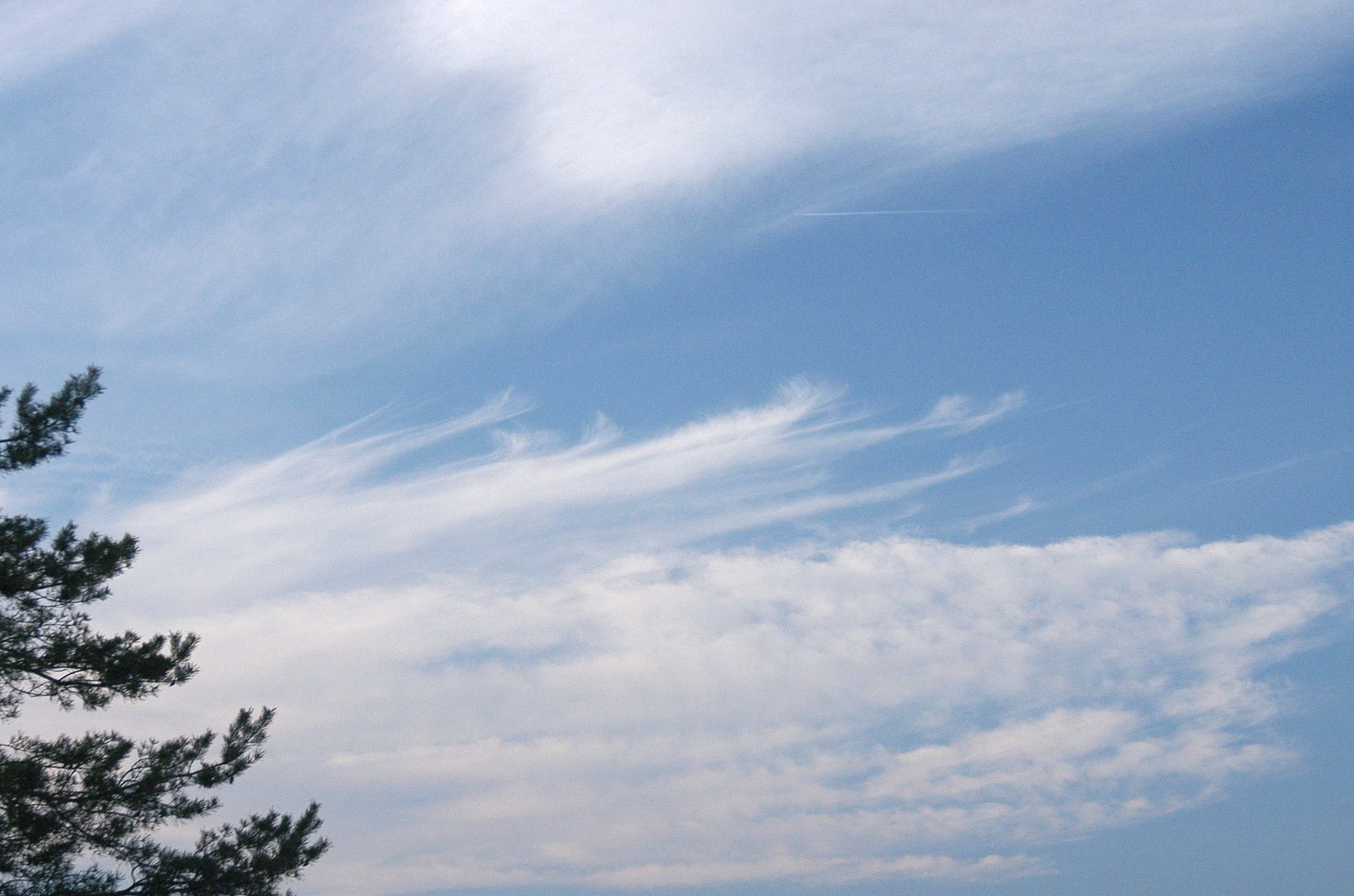
Cirrostratus a dalt, Cirrus al mig i Cirrocumulus a sota
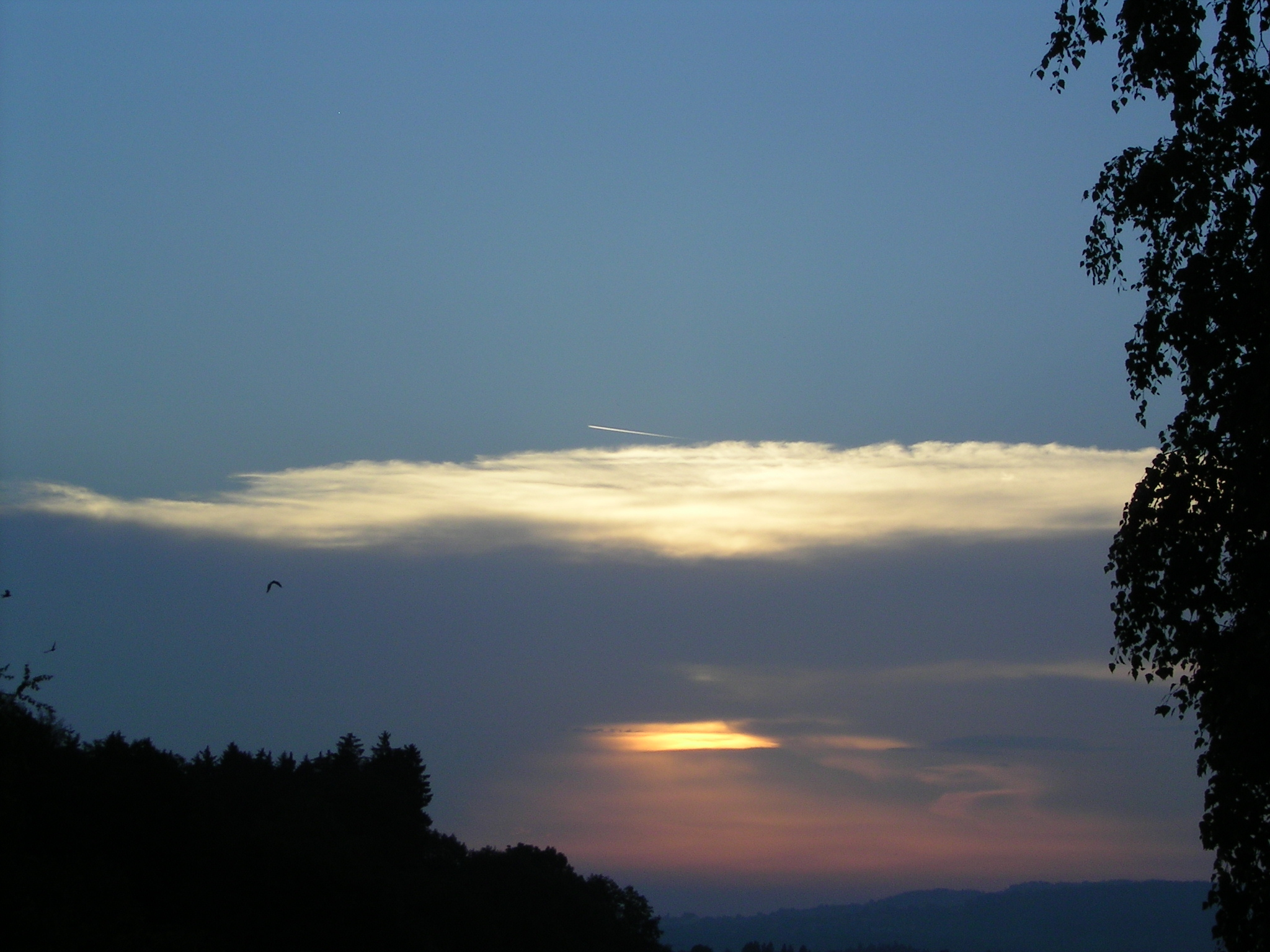
Cirrostratus stratiformis per sota dels de 45°, CH = 5